# Audi e-tron GT
Audi e-tron GT – elektryczny samochód  osobowy klasy wyższej produkowany pod niemiecką marką Audi od 2020 roku.

## Historia i opis modelu

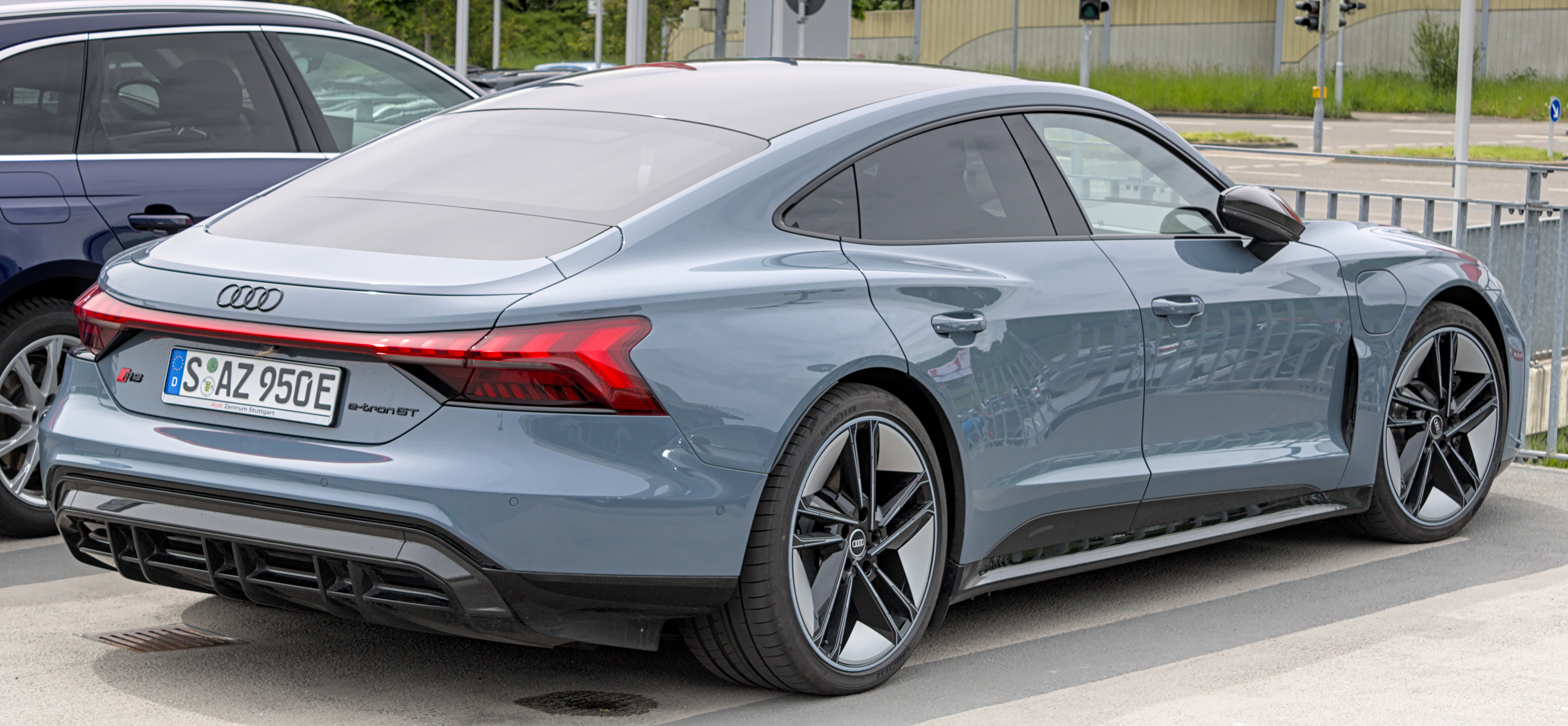
Audi RS e-tron GT – tył

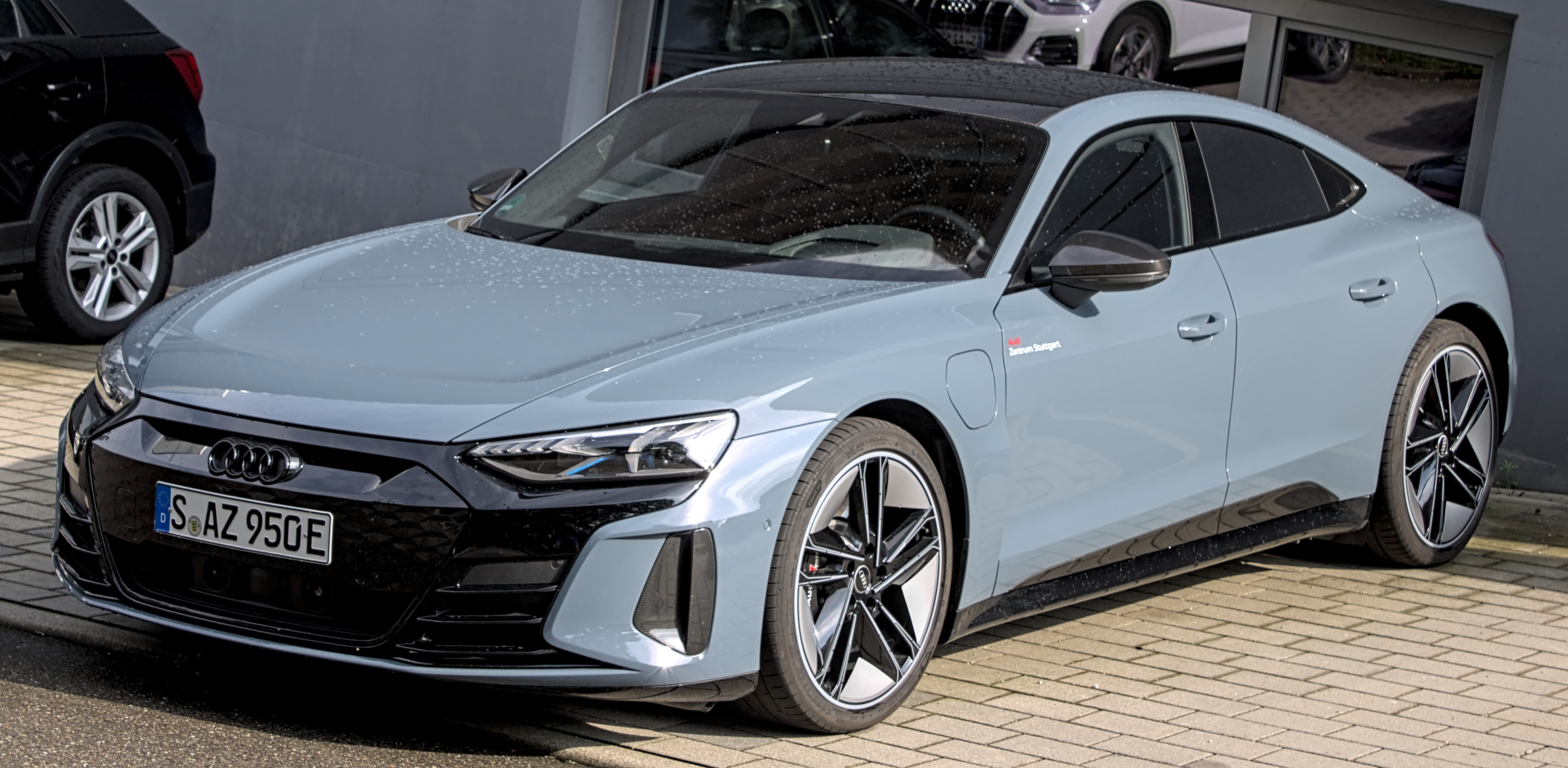
Audi RS e-tron GT

Audi e-tron GT po liftingu

Studyjną zapowiedzią trzeciego, po SUV-ach e-tron i e-tron Sportback, w pełni samochodu elektrycznego zbudowanego przez Audi był prototyp Audi e-tron GT Concept przedstawiony po raz pierwszy w listopadzie 2018 roku w Los Angeles.
Produkcyjny model miał swoją prapremierę w listopadzie 2020 roku, dla podkreślenia przedprodukcyjnej postaci zyskując charakterystyczną, czarno-szarą okleinę z pomarańczowymi akcentami i nakładkamu na alufelgi. Audi e-tron GT w obszernym zakresie odtworzył stylistykę studyjnego modelu, charakteryzując się muskularnie zarysowanymi nadkolami, agresywnie stylizowanymi reflektorami, a także dużą, heksagonalną imitacją atrapy chłodnicy. Łagodnie opadającą linię dachu zwieńczyły jednoczęściowe, strzeliste lampy połączone świetlistym pasem.
Samochód dzieli podzespoły techniczne z pokrewnym Porsche Taycan, podobnie jak on pomimo sportowej sylwetki w stylu coupe będąc de facto 4-drzwiowym sedanem.
Kabina pasażerska Audi e-trona GT została utrzymana we wzornictwie tożsamym z innymi najnowszymi pojazdami niemieckiego producenta w ofercie, wyróżniając się wielobarwnymi materiałami wykończeniowymi jak lakier fortepianowy, skóra czy alcantara. Konsolę centralną zdominował umieszczony w górnej części ekran systemu multimedialnego o przekątnej 10,1-cala, który wyposażono w łączność z systemem inforozrywki MMI nowej generacji. 
Audi e-tron GT standardowo w wersji Quattro wyposażone jest w 19-calowe alufelgi i niskoprofilowe opony, z kolei topowa odmiana RS porusza się na alugelgach 20-calowych. Fabryczne wyposażenie obejmuje m.in. nawigację satelitarną, łączność z WiFi, pakiet systemów bezpieczeństwa i 3-strefową klimatyzację. Topowa odmiana dodatkowo oferuje reflektory Matrix LED oraz system nagłośnienia duńskiej marki Bang & Olufsen.

### Lifting
W czerwcu 2024 e-tron GT przeszedł restylizację, która przyniosła przeprojektowany zderzak z innym układem wlotów powietrza, inny wygląd zderzaka tylnego, a także zmodyfikowane koło kierownicy. Wprowadzono inny rodzaj foteli, nową generację sytemu multimedialnego, a także funkcję zaciemniania okna dachowego. Pod kątem technicznym wprowadzono zoptymalizowane akumulatory o większej gęstości energii, a także zwiększonej prędkości ładowania z 270 do 320 kW.

### Sprzedaż
Seryjna produkcja Audi e-trona GT rozpoczęła się na 2 miesiące przed debiutem, w grudniu 2020 roku. W przeciwieństwie do wytwarzanych w Belgii modeli e-tron i e-tron Sportback, jest to pierwszy samochód elektryczny Audi produkowany w rodzimych Niemczech w zakładach w Heilbronn. Sprzedaż pojazdu wraz z możliwością składania zamówień online ma rozpoczęła się tuż po premierze, na początku marca 2021 roku.

### Dane techniczne
W pełni elektryczny układ napędowy Audi e-tron GT oferuje parametry uzależnione od jednej z dwóch wersji: e-tron GT Quattro i e-tron GT RS. Każda z nich napędzana jest baterią o pojemności 93,4 kWh, a także dwoma silnikami elektrycznymi, z czego podstawowa rozwija moc 476 KM i 630 Nm maksymalnego momentu obrotowego. Prędkość maksymalna wynosi 250 km/h, a sprint do 100 km/h zajmuje 4,1 sekundy. Topowa odmiana RS rozwija moc 598 KM, a 100 km/h rozwija po 3,3 sekundy. W początkowej fazie rozpędzania się, e-tron GT Quattro może dodatkowo uzyskać 530 KM mocy, a w przypadku RS - jest to do 646 KM mocy. Dogodne właściwości aerodynamiczne ma zapewniać odpowiedni kształt nadwozia oraz relatywnie niski poziom oporu powietrza równy CX=0,24.